# Ada Rybachuk
Ada Fedorivna Rybachuk (27 de junio de 1931 - 22 de septiembre de 2010) fue una muralista, pintora, escultora y arquitecta ucraniana, Artista de Honor de Ucrania, miembro de la Unión Nacional de Artistas de Ucrania, miembro honorario de la Unión Nacional de Cinematógrafos de Ucrania, ciudadana honoraria de Naryan-Mar. Trabajó en estrecha colaboración con su marido, Volodymyr Melnychenko.

## Biografía
Rybachuk nació en 1931 en Kiev. Fedir Rybachuk, el padre de Ada, oficial de personal del ejército soviético, vivió la guerra desde el primer hasta el último día. El resto de la familia tuvo que evacuarse a Kazajstán, donde Ada terminó la escuela primaria. Estudió en la Escuela Superior de Arte Taras Shevchenko de Kiev, donde se graduó con los máximos honores y recibió una medalla de oro. Estudió en el Instituto Estatal de Arte de Kiev, dirigido por Oleksii Shovkunenko.
Junto con otros estudiantes, participa en unas prácticas de verano dirigidas por Sergei Grosh en Vylkove, situado en el Delta del Danubio. Los bocetos creados allí se muestran en la exposición de estudiantes, que da lugar al primer encargo artístico: la creación de ilustraciones para el libro de Dmitry Mamin-Sibiryak “Reindeer Fairy Tales”, publicado ese mismo año por la Editorial Juvenil.

### Arte
Desde 1954, tras su primer viaje al Norte, Ada Rybachuk y su compañero artístico y marido Volodymyr Melnychenko realizaron varios viajes largos al Norte. En general, los artistas vivieron y trabajaron en el Norte, a intervalos, unos 7 años. Durante este tiempo crearon muchas series gráficas y linograbados, ilustraciones para libros infantiles sobre la belleza de la naturaleza ártica y la vida humana en el Norte.
En 1957 Rybachuk terminó una escultura, Shipboy, que muestra a un joven apoyado en una escalera de cuerda como si mirara al mar desde un barco. Ese año recibió la medalla de plata en el VI Festival Mundial de la Juventud y los Estudiantes.
Rybachuk, Melnychenko y el arquitecto Avraam Miletsky comenzaron a trabajar en un Parque de la Memoria en Kiev. El Parque de la Memoria se encontraba en el crematorio local de la colina de Baykoy. La obra abarcaba 2.000 metros cuadrados e incluía varias esculturas enormes. La obra de Rybachuk y Melnychenko fue cubierta de hormigón en 1982 por las autoridades y fue denunciada por el tamaño de esta obra de censura por parte de las autoridades. En 1988, Israel Goldstein rodó el documental The Wall (El muro) sobre su difícil situación y su campaña para que sus obras fueran restauradas.
Rybachuk y su marido trabajaron en una amplia gama de medios, entre ellos su obra en el Palacio de la Infancia y la Juventud de la Plaza Slavy y en la Estación Central de Autobuses de Kiev.

### Reunión con Rockwell Kent
Rockwell Kent viajó a la Unión Soviética y allí encontró personas afines. En el prefacio a la segunda edición rusa del libro "Salamina" escribió:
"Recientemente... conocí a dos jóvenes artistas de Kiev de gran talento: Ada Rybachuk y Volodymyr Melnychenko. Vivieron y trabajaron en el Ártico soviético, al igual que yo, aman el Norte y a sus habitantes... ¿No debería el arte revelar la esencia de la Humanidad? Los que nos esforzamos por crear un mundo mejor para la gente debemos conocer la arcilla de la que formamos al hombre».

## Exposiciones
- Checoslovaquia (1957) [5]
- República Árabe Unida (1958)
- Finlandia, Hungría, Yugoslavia (1961)
- Italia (1962)
- Irak (1963)
- Afganistán (1964)
- Polonia (1967)
- Noruega (1993)
- Estados Unidos (1977, 1995) [5]

### Memoria
Ada Rybachuk murió en 2010 en Kyiv.
En 2013, Volodymyr Melnychenko creó una exposición de las obras de A. Rybachuk en la Academia Nacional de Artes Visuales y Arquitectura de Kiev.
En 2019 hubo una exposición de su trabajo desde la década de 1950 hasta la década de 1970 con imágenes completadas con su marido. Los diseños estaban inspirados en la infancia y la exposición se tituló Island. La isla representa el abismo entre la juventud y la edad adulta y entre el artista y sus censores.